# Cernece, Lubnî
Cernece (în ucraineană Чернече) este un sat în comuna Horoșkî din raionul Lubnî, regiunea Poltava, Ucraina.

## Demografie
Componența lingvistică a localității Cernece
     Ucraineană (96,15%)
     Rusă (3,85%)
Conform recensământului din 2001, majoritatea populației localității Cernece era vorbitoare de ucraineană (96,15%), existând în minoritate și vorbitori de rusă (3,85%).